# Enallagma sulcatum
Enallagma sulcatum – gatunek ważki z rodziny łątkowatych (Coenagrionidae). Występuje na terenie Ameryki Północnej.